# Palisade (Nebraska)
Palisade es una villa ubicada en el condado de Hitchcock en el estado estadounidense de Nebraska. En el Censo de 2010 tenía una población de 351 habitantes y una densidad poblacional de 381,75 personas por km².

## Geografía
Palisade se encuentra ubicada en las coordenadas 40°20′54″N 101°6′27″O / 40.34833, -101.10750. Según la Oficina del Censo de los Estados Unidos, Palisade tiene una superficie total de 0.92 km², de la cual 0.92 km² corresponden a tierra firme y (0%) 0 km² es agua.

## Demografía
Según el censo de 2010, había 351 personas residiendo en Palisade. La densidad de población era de 381,75 hab./km². De los 351 habitantes, Palisade estaba compuesto por el 98.86% blancos, el 0% eran afroamericanos, el 1.14% eran amerindios, el 0% eran asiáticos, el 0% eran isleños del Pacífico, el 0% eran de otras razas y el 0% pertenecían a dos o más razas. Del total de la población el 0% eran hispanos o latinos de cualquier raza.